# Георги и пеперудите
„Георги и пеперудите“ е български документален филм от 2004 година, по сценарий и режисура на Андрей Паунов. Оператори са Борис Мисирков и Георги Богданов. Музиката във филма е композирана от Иво Паунов, Вихрен Паунов. Продуциран е от Мартичка Божилова (АГИТПРОП). Носител на наградата "Сребърен вълк" на Международния Фестивал за Документално Кино в Амстердам през 2004. „Георги и пеперудите“ се счита за един от най-успешните български документални филми, с широко международно признание.

## Сюжет
„Георги и пеперудите“ е филм за живота на доктор Георги Лулчев – психиатър, невролог и директор на „Дом за възрастни с умствена изостаналост“ в с. Подгумер, нагърбил се с трудната задача да превърне това безнадежно място в истински дом. Идеята на диркетора е на територията на Дома да се организира стопанство, в което болните да отглеждат охлюви, щрауси и фазани и да произвеждат коприна и соев хляб. Една история за идеализма и ентусиазма.

## Награди
- Награда „Сребърен вълк“ – IDFA 2004, Амстердам
- Специална диплома на младежкото жури, Специална диплома на регионалното жури – МФФ ZagrebDox 2005
- Награда „Дон Кихот“ на Международната федерация на киноклубовете (FICC) – 45-и МФФ Краков 2005
- Награда за най-добър регионален документален филм – 11-и ФФ Сараево 2005
- Награда на СБФД – 15-и Фестивал на българския неигрален филм „Златен ритон“, Пловдив 2005
- Специална диплома – състезателна програма за най-добър документален филм – Balkan Black Box 2005, Берлин
- Награда на публиката за най-добър документален филм на 17-и МФФ Триест 2006, Италия
- Награда на Националния филмов център за най-добър български документален филм за 2005 г.
- Голямата награда за най-добър документален филм на МФФ Play Doc 2006 – Туи, Понтеведра, Испания
- Награда „International Trailblazers“, MIPDOC 2006 – Кан на продуцента Мартичка Божилова за креативност, новаторство, оригиналност и пробив в жанра на документалното кино.
- Голямата награда на МФФ Another Connection – MEDIAWAVE 2006, Гьор, Унгария